# Медь (станция)
Медь — основная грузопассажирская железнодорожная станция города Красноуральска Свердловской области России. Конечная станция линии Верхняя — Медь (бывшая Богословская железная дорога). Железнодорожная линия проходит по середине города, делит его на две равные части; станция расположена между Центром города на севере и районом Новый Красноуральск на юге города. На станции Медь есть всего один посадочный перрон, при станции находится небольшой одноэтажный вокзал с комплексом хозяйственных зданий. Дальше по линии от станции находится металлургический завод ОАО «Святогор», куда идут несколько подъездных путей; от станции также отходят подъездные пути к другим предприятиям города.
До станции Медь не ходят пассажирские поезда. Станция является тупиковой для электричек, следующих сюда из Кушвы и Серова. Станция Медь используется в основном для отстаивания и разгрузки товарных поездов для нужд города и городских предприятий.